# Гипогенные месторождения
Гипогенные месторождения (магматогенные, эндогенные) — залежи полезных ископаемых, связанные с геохимическими процессами глубин, частей земной коры и подкорового материала. Формируются из магматических расплавов или из газовых и жидких горячих минерализованных растворов в условиях высоких давлений и температур. Выделяют магматические, пегматитовые, карбонатитовые, скарновые и гидротермальные Гипогенные месторождения. Магматические месторождения образуются при застывании расплавов с обособлением руд хрома, титана, железа, платины, меди, никеля, редких металлов, а также апатита и алмазов. Пегматитовые месторождения представляют собой отщепления конечных продуктов остывающей магмы; содержат полевой шпат, кварц, мусковит, флюорит, драгоценные камни, соединения лития, бериллия. Карбонатитовые месторождения образованы скоплениями карбонатов кальция, магния и железа. Скарновые месторождения возникают под воздействием горячих паров на вмещающие породы у контактов с магматическими породами (руды железа, меди, вольфрама, свинца, цинка, бора и др.). Гидротермальные я месторождения состоят из руд, представляющих собой осадки, циркулирующие на глубине горячих водных растворах (руды цветных, редких, благородных и радиоактивных металлов).
В Казахстане Гипогенные месторождения встречаются в Центральном Казахстане, Алтае, Мугалжарах, Тарбагатае, Каратау и т. д.